# Rachana jalindra
Rachana jalindra är en fjärilsart som beskrevs av Thomas Horsfield 1829. Rachana jalindra ingår i släktet Rachana och familjen tjockhuvuden. Inga underarter finns listade i Catalogue of Life.

## Bildgalleri

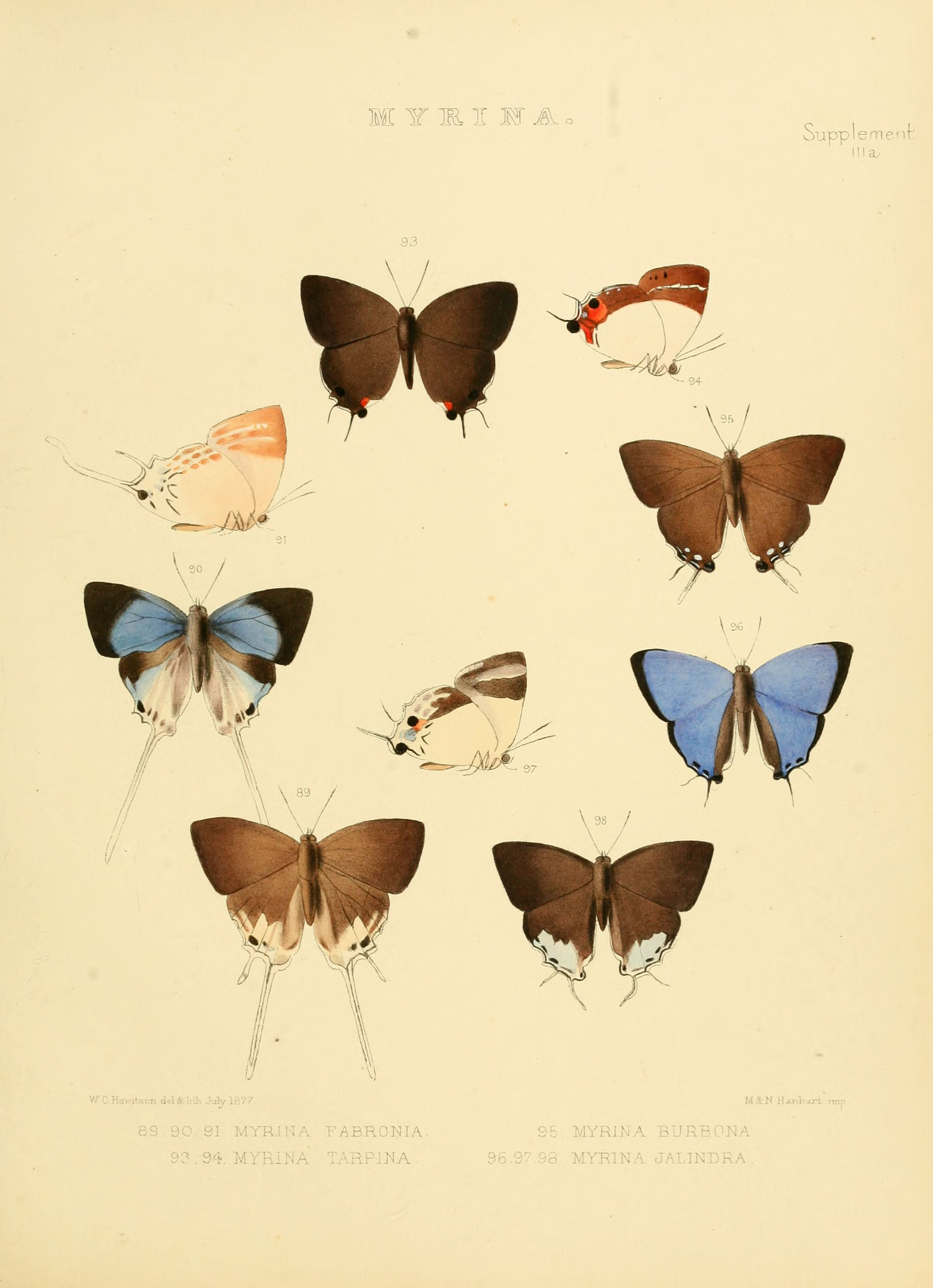
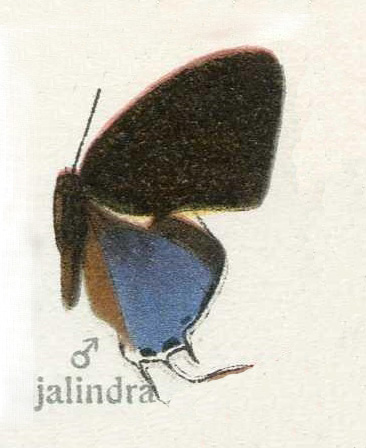
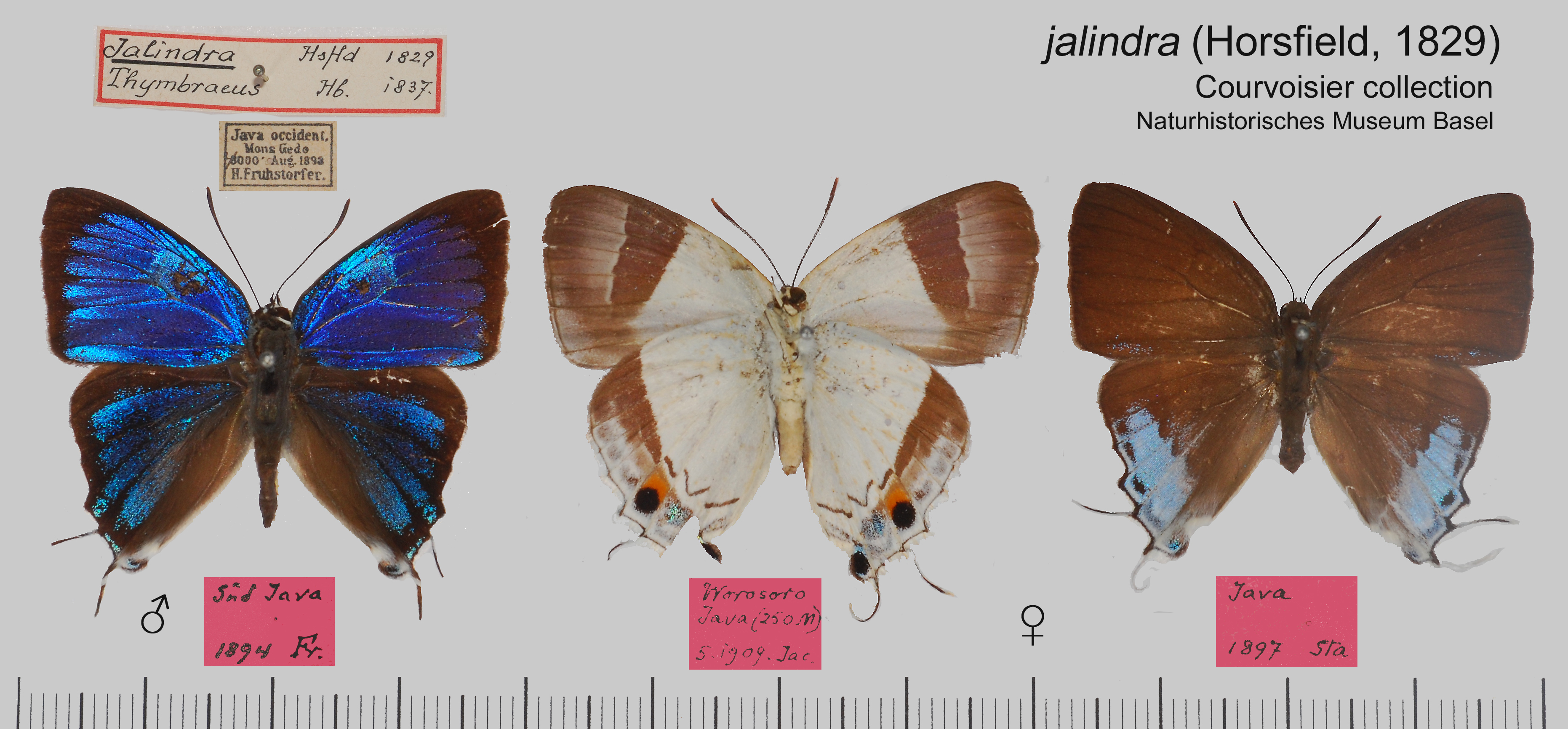